# Azerbeidzjaans basketbalteam (vrouwen)
Het Azerbeidzjaans nationaal basketbalteam is een team van basketballers dat Azerbeidzjan vertegenwoordigt in internationale wedstrijden. Het land wist zich sinds de onafhankelijkheid in 1991, na het uiteenvallen van de Sovjet-Unie, nog nooit te plaatsen voor Eurobasket, het Wereldkampioenschap basketbal of het basketbalonderdeel van de Olympische Zomerspelen.